# Championnat du monde masculin de handball 1982
Navigation
Danemark 1978 Suisse 1986
Le Championnat du monde masculin de handball 1982 est la 10e édition du Championnat du monde masculin de handball qui a lieu du 23 février au 7 mars 1982 en Allemagne de l'Ouest. Cette compétition est organisée par la Fédération internationale de handball et la Fédération allemande de handball, elle réunit les meilleures sélections nationales masculines. 
Tenante du titre, l'Allemagne de l'Ouest a donc une belle occasion pour défendre son titre. Si la compétition est un succès sportif puisqu'elle a été suivie par 151 300 spectateurs, les Ouest-Allemands, loupent de peu le match pour la médaille de bronze et se classent finalement à la septième place. 
Ce sont les Soviétiques qui obtiennent leur premier titre de champion du monde en remportant leurs matchs contre les adversaires européens avec un écart moyen de neuf buts. Battue en finale 30 à 27 après prolongation, la Yougoslavie termine deuxième. Quant à la Pologne, elle remporte sa seconde médaille internationale, le bronze comme aux Jeux olympiques de 1976.
Plus bas dans le classement, la Tchécoslovaquie, médaillée lors des cinq premiers championnats du monde, confirme son déclin en étant reléguée dans le Championnat du monde B 1983. Enfin, les quatre dernières places sont occupées par les quatre nations non européennes : Cuba, le Japon, Koweït et l'Algérie.

## Présentation

### Désignation du pays hôte
L'Allemagne de l'Ouest, vainqueur du Championnat du monde 1978, fait partie des pays boycottant les JO de Moscou. Pour éviter à un champion du monde le purgatoire du Championnat du monde B, les hautes instances internationales ont donc proposé à la Fédération allemande de handball et à son imposant président Bernhard Thiele (de) l'organisation de ce dixième Mondial, assurant ainsi la qualification de la RFA en tant que pays organisateur. 

### Qualifications
Les 16 équipes qualifiées sont :
| Nombre | Moyen de qualification                 | Qualifié(s)                                                                     |
| ------ | -------------------------------------- | ------------------------------------------------------------------------------- |
| 1      | Organisateur                           | Allemagne de l'Ouest                                                            |
| 6      | Jeux olympiques 1980                   | Allemagne de l'Est, Union soviétique, Roumanie, Hongrie, Espagne et Yougoslavie |
| 5      | Championnat du monde B 1981            | Pologne, Tchécoslovaquie, Suède, Danemark et Suisse                             |
| 2      | Qualification zone Asie                | Japon (Asie de l'Est), Koweït (Arabie)                                          |
| 1      | Championnat panaméricain 1981          | Cuba                                                                            |
| 1      | Championnat d'Afrique des nations 1981 | Algérie                                                                         |

### Formule
Les seize équipes sont réparties en quatre poules de quatre en fonction des résultats des JO et du Mondial B tout en prévoyant une équipe non européenne par poule. Les trois premiers de chaque poule sont qualifiées pour le tour principal, ceux des groupes A et C se rencontrent dans le Groupe I et ceux des groupes B et D dans le Groupe II. Les résultats entre les trois équipes issues du même groupe du tour préliminaire sont conservés. L'objectif prioritaire est alors de se classer parmi les trois premiers de chaque poule pour obtenir une qualification automatique pour les JO de Los Angeles.
La dernière journée est constituée par la rencontre entre les équipes classées au même niveau pour un classement de un à douze. Les éliminés du premier tour (qui se trouveront être les équipes non européennes) jouent un tournoi de consolation. 

## Tour préliminaire
Les résultats du tour préliminaire sont,, :

### Groupe A
|   | Équipe               | Pts | J | G | N | P | Bp | Bc  | Diff |
| - | -------------------- | --- | - | - | - | - | -- | --- | ---- |
| 1 | Union soviétique     | 6   | 3 | 3 | 0 | 0 | 99 | 52  | 47   |
| 2 | Allemagne de l'Ouest | 4   | 3 | 2 | 0 | 1 | 59 | 52  | 7    |
| 3 | Tchécoslovaquie      | 2   | 3 | 1 | 0 | 2 | 68 | 62  | 6    |
| 4 | Koweït               | 0   | 3 | 0 | 0 | 3 | 41 | 101 | -60  |

| Club recevant        | Score   | Club visiteur    |
| -------------------- | ------- | ---------------- |
| Allemagne de l'Ouest | 24 – 10 | Koweït           |
| Union soviétique     | 31 – 17 | Tchécoslovaquie  |
| Union soviétique     | 44 – 19 | Koweït           |
| Allemagne de l'Ouest | 19 – 18 | Tchécoslovaquie  |
| Tchécoslovaquie      | 33 – 12 | Koweït           |
| Allemagne de l'Ouest | 16 – 24 | Union soviétique |

### Groupe B
|   | Équipe  | Pts | J | G | N | P | Bp | Bc | Diff |
| - | ------- | --- | - | - | - | - | -- | -- | ---- |
| 1 | Espagne | 5   | 3 | 2 | 1 | 0 | 62 | 55 | 7    |
| 2 | Hongrie | 4   | 3 | 1 | 2 | 0 | 70 | 60 | 10   |
| 3 | Suède   | 3   | 3 | 1 | 1 | 1 | 71 | 58 | 13   |
| 4 | Algérie | 0   | 3 | 0 | 0 | 3 | 50 | 80 | -30  |

| Club recevant | Score   | Club visiteur |
| ------------- | ------- | ------------- |
| Espagne       | 19 – 15 | Algérie       |
| Hongrie       | 20 – 20 | Suède         |
| Hongrie       | 30 – 20 | Algérie       |
| Espagne       | 23 – 20 | Suède         |
| Suède         | 31 – 15 | Algérie       |
| Hongrie       | 20 – 20 | Espagne       |

### Groupe C
|   | Équipe             | Pts | J | G | N | P | Bp | Bc | Diff |
| - | ------------------ | --- | - | - | - | - | -- | -- | ---- |
| 1 | Allemagne de l'Est | 5   | 3 | 2 | 1 | 0 | 63 | 51 | 12   |
| 2 | Pologne            | 5   | 3 | 2 | 1 | 0 | 63 | 53 | 10   |
| 3 | Suisse             | 2   | 3 | 1 | 0 | 2 | 47 | 47 | 0    |
| 4 | Japon              | 0   | 3 | 0 | 0 | 3 | 52 | 74 | -22  |

| Club recevant      | Score   | Club visiteur |
| ------------------ | ------- | ------------- |
| Pologne            | 16 – 15 | Suisse        |
| Allemagne de l'Est | 28 – 18 | Japon         |
| Pologne            | 28 – 19 | Japon         |
| Allemagne de l'Est | 16 – 14 | Suisse        |
| Suisse             | 18 – 15 | Japon         |
| Allemagne de l'Est | 20 – 20 | Pologne       |

### Groupe D
|   | Équipe      | Pts | J | G | N | P | Bp | Bc  | Diff |
| - | ----------- | --- | - | - | - | - | -- | --- | ---- |
| 1 | Yougoslavie | 4   | 3 | 2 | 0 | 1 | 78 | 61  | 17   |
| 2 | Roumanie    | 4   | 3 | 2 | 0 | 1 | 75 | 66  | 9    |
| 3 | Danemark    | 4   | 3 | 2 | 0 | 1 | 65 | 59  | 6    |
| 4 | Cuba        | 0   | 3 | 0 | 0 | 3 | 68 | 100 | -32  |

| Club recevant | Score   | Club visiteur |
| ------------- | ------- | ------------- |
| Yougoslavie   | 38 – 21 | Cuba          |
| Roumanie      | 20 – 18 | Danemark      |
| Roumanie      | 34 – 26 | Cuba          |
| Danemark      | 19 – 18 | Yougoslavie   |
| Danemark      | 28 – 21 | Cuba          |
| Yougoslavie   | 22 – 21 | Roumanie      |

## Tour principal
Les résultats du tour principal sont,, :

### Groupe I
|   | Équipe               | Pts | J | G | N | P | Bp  | Bc  | Diff |
| - | -------------------- | --- | - | - | - | - | --- | --- | ---- |
| 1 | Union soviétique     | 10  | 3 | 5 | 0 | 0 | 130 | 85  | 45   |
| 2 | Pologne              | 5   | 3 | 2 | 1 | 2 | 97  | 102 | -5   |
| 3 | Allemagne de l'Est   | 5   | 3 | 2 | 1 | 2 | 92  | 98  | -6   |
| 4 | Allemagne de l'Ouest | 5   | 3 | 2 | 1 | 2 | 85  | 94  | -9   |
| 5 | Tchécoslovaquie      | 3   | 3 | 1 | 1 | 3 | 99  | 112 | -13  |
| 6 | Suisse               | 2   | 3 | 0 | 2 | 3 | 76  | 88  | -12  |

NB : la Pologne et les deux Allemagnes sont départagées à la différence de buts générale.
| Lieu        | Date              | Club recevant        | Score           | Club visiteur      | Rapport   |
| ----------- | ----------------- | -------------------- | --------------- | ------------------ | --------- |
| Hanovre     | 28 février, 15h30 | Union soviétique     | 23 – 14 (10-7)  | Suisse             | -         |
| Bremerhaven | 28 février, 16h00 | Tchécoslovaquie      | 24 – 21 (13-11) | Allemagne de l'Est | -         |
| Hanovre     | 28 février, 17h15 | Allemagne de l'Ouest | 18 – 17 (9-9)   | Pologne            | [ FDM 1 ] |
| Dortmund    | 2 mars, 19h00     | Union soviétique     | 27 – 21 (13-13) | Pologne            | [ FDM 1 ] |
| Lübeck      | 2 mars, 19h30     | Tchécoslovaquie      | 17 – 17 (8-10)  | Suisse             | -         |
| Dortmund    | 2 mars, 20h45     | Allemagne de l'Ouest | 16 – 19 (8-9)   | Allemagne de l'Est | -         |
| Dortmund    | 4 mars, 19h00     | Union soviétique     | 25 – 17 (14-9)  | Allemagne de l'Est | -         |
| Düsseldorf  | 4 mars, 19h30     | Tchécoslovaquie      | 23 – 24 (9-15)  | Pologne            | [ FDM 1 ] |
| Dortmund    | 4 mars, 20h45     | Allemagne de l'Ouest | 16 – 16 (8-6)   | Suisse             | -         |

Les Soviétiques dominent nettement la poule, seule la Pologne étant parvenue à tenir le choc pendant près de quarante cinq minutes (18-18) avant de perdre de ... six buts. Lors de la dernière journée, l'Allemagne de l'Ouest, à domicile devant 12 000 spectateurs, a besoin d'un succès pour se qualifier pour les JO et peut éventuellement prétendre à la troisième place. En face, la Suisse, dernier avec 1 point, n'a rien à espérer et pourtant, à six contre sept, parviennent à égaliser 16-16 en réussissant un kung fu : les tenants du titre Ouest-Allemands ne terminent que quatrième de leur poule et sont relégués dans le championnat du monde B. Le sélectionneur yougoslave Vlado Stenzel (de) en paiera le prix et sera démis de ses fonctions le 20 avril.

### Groupe II
|   | Équipe      | Pts | J | G | N | P | Bp  | Bc  | Diff |
| - | ----------- | --- | - | - | - | - | --- | --- | ---- |
| 1 | Yougoslavie | 7   | 3 | 3 | 1 | 1 | 118 | 104 | 14   |
| 2 | Danemark    | 7   | 3 | 3 | 1 | 1 | 100 | 99  | 1    |
| 3 | Roumanie    | 6   | 3 | 3 | 0 | 2 | 116 | 105 | 11   |
| 4 | Espagne     | 5   | 3 | 2 | 1 | 2 | 112 | 111 | 1    |
| 5 | Hongrie     | 4   | 3 | 0 | 4 | 1 | 98  | 103 | -5   |
| 6 | Suède       | 1   | 3 | 0 | 1 | 4 | 103 | 125 | -22  |

NB : la Yougoslavie et le Danemark sont être départagés à la différence de buts générale
bien qu'au tour préliminaire, le Danemark avait battu la Yougoslavie 19-18.
| Lieu       | Date               | Club recevant | Score           | Club visiteur | Rapport   |
| ---------- | ------------------ | ------------- | --------------- | ------------- | --------- |
| Munich     | 28 février, 15h30  | Danemark      | 23 – 22 (14-14) | Espagne       | ,         |
| Offenbourg | 28 février, 16h00  | Hongrie       | 20 – 20 (13-12) | Yougoslavie   | [ FDM 4 ] |
| Munich     | 28 février, 17h15  | Suède         | 24 – 31 (11-13) | Roumanie      | -         |
| Böblingen  | 2 mars, 19h00      | Espagne       | 25 – 28 (12-11) | Yougoslavie   | [ FDM 5 ] |
| Guntzbourg | 2 mars, 19h30      | Suède         | 20 – 21 (9-11)  | Danemark      | [ FDM 6 ] |
| Böblingen  | 2 mars, 20h45      | Hongrie       | 19 – 24 (11-12) | Roumanie      | [ FDM 4 ] |
| Francfort  | 4 mars 1982, 19h00 | Espagne       | 22 – 20 (10-7)  | Roumanie      | [ FDM 7 ] |
| Elsenfeld  | 4 mars 1982, 19h30 | Suède         | 19 – 30 (9-15)  | Yougoslavie   | [ FDM 8 ] |
| Francfort  | 4 mars 1982, 20h45 | Hongrie       | 19 – 19 (9-8)   | Danemark      | ,         |

Lors de la dernière journée, les Roumains sont premiers avec six points et un succès, voire un nul, leur suffit pour aller en finale tandis qu'ils sont déjà qualifiés pour Los Angeles. Les Espagnols sont quant à eux quatrième avec trois points et seul un miracle peut leur permettre de terminer à la troisième place du groupe et ainsi se qualifier pour les JO. Pour la première fois dans une compétition officielle, l'Espagne, grâce notamment à Gregorio López Pelayo (ca) et au jeune (20 ans) Lorenzo Rico dans les buts, s'impose face aux Roumains qui sont finalement éjectés du podium. 
Juste après, le Danemark, deuxième avec six points, peut se qualifier pour la finale s'il bat la Hongrie, cinquième quoi qu'il arrive. Déçus, les Hongrois sont aussi en colère car lors de la match face à la Yougoslavie, ils menaient 20-19 à quelques secondes de la fin et selon eux, l'égalisation yougoslave s'est produite après la fin du temps réglementaire, mais la table officielle entérinera le match nul et la réclamation des Hongrois sera rejetée... Dès lors, les Hongrois auraient pu être tentés de laisser la victoire aux Danois, mais aucun compromis n'a lieu et Péter Kovács rate même le pénalty de la victoire côté Hongrie. Les Danois ratent la finale (les Yougoslaves ne laisseront pas passer leur chance en s'imposant nettement face aux Suédois 30 à 19) mais terminent de justesse devant la Roumanie pour jouer la médaille de bronze.

### Poule de consolation
Les résultats de la poule de consolation sont,, :
|    | Équipe  | Pts | J | G | N | P | Bp | Bc | Diff |
| -- | ------- | --- | - | - | - | - | -- | -- | ---- |
| 13 | Cuba    | 5   | 3 | 2 | 1 | 0 | 80 | 71 | 9    |
| 14 | Japon   | 4   | 3 | 2 | 0 | 1 | 73 | 66 | 7    |
| 15 | Koweït  | 2   | 3 | 1 | 0 | 2 | 72 | 85 | -13  |
| 16 | Algérie | 1   | 3 | 0 | 1 | 2 | 62 | 65 | -3   |

| Lieu           | Date            | Club recevant | Score           | Club visiteur |
| -------------- | --------------- | ------------- | --------------- | ------------- |
| Gütersloh      | 28 février 1982 | Koweït        | 22 – 20 (8-9)   | Algérie       |
| Osnabrück      | 28 février 1982 | Japon         | 20 – 25 (10-12) | Cuba          |
| Haltern am See | 1er mars 1982   | Koweït        | 20 – 32 (10-13) | Japon         |
| Brake          | 1er mars 1982   | Algérie       | 21 – 21 (12-13) | Cuba          |
| Halle (Westf.) | 2 mars 1982     | Koweït        | 30 – 34 (12-16) | Cuba          |
| Unna           | 2 mars 1982     | Algérie       | 21 – 22 (12-11) | Japon         |

## Tour final

### Finale
Si les deux équipes ont déjà été championnes olympiques (Yougoslavie en 1972 et URSS en 1976), aucune des deux n'a encore été championne du monde. En première mi-temps, l'URSS prend rapidement un avantage de trois buts (9-6 puis 10-7), mais les Yougoslaves reviennent progressivement et prennent même la tête à la mi-temps (13-12). Fébriles aux jets de 7 mètres (seulement deux pénaltys transformés sur sept tentatives à la fin du match), les Soviétiques ne parviennent pas à reprendre l'avantage et à 8 minutes de la fin de la seconde période, les Yougoslaves mènent de deux buts (22-20). À ce moment-là, une défense plus stricte de l'URSS leur permet d'égaliser grâce à deux buts de Kidyaev et Karchakevitch. Après un but de Elezović, le pivot Rimanov permet d'arracher la prolongation à 7 secondes de la fin du temps réglementaire (23-23). Dans les cinq premières minutes supplémentaires, un seul but a été marqué côté soviétique, à nouveau par Rimanov. Dans la deuxième mi-temps de la prolongation, Chevtsov permet à l'URSS de prendre un avantage décisif de trois buts (28-25) pour finalement s'imposer 30 à 27.
| 7 mars 1982 18h00 | Union soviétique | 30 – 27 (ap)   | Yougoslavie           | Westfalenhalle, Dortmund Affluence : 12 500 Arbitrage : Bolstad (no), Anthonsen |
| 7 mars 1982 18h00 | Trois joueurs 5  | (12-13, 23-23) | Petrit Fejzula (en) 6 | Westfalenhalle, Dortmund Affluence : 12 500 Arbitrage : Bolstad (no), Anthonsen |
| 7 mars 1982 18h00 | Prol. : 7-4      |                |                       | Westfalenhalle, Dortmund Affluence : 12 500 Arbitrage : Bolstad (no), Anthonsen |
| 7 mars 1982 18h00 | ×2 ×3            | Todor66 FFHB   | ×2 ×6                 | Westfalenhalle, Dortmund Affluence : 12 500 Arbitrage : Bolstad (no), Anthonsen |

La feuille de match de la finale est, :
L'évolution du score est : 
- 1-0, 1-1, 1-2, Belov et Gagine ratent chacun un penalty, 3-2 (9e), 3-3, 4-3, 4-4, (12e), 6-4, (14e), 6-5, 7-5, Jurina rate un penalty, 8-5, (19e), 8-6, 9-6, 9-7, 10-7 (22e), 10-11 (28e), 11-11, 12-12, 12-13 (mi-temps) ;
- Belov rate un penalty (33e) 12-14, (35e), 13-14, 13-15 (37e), 14-15, 14-16 (38e), 15-16, 15-17 (40e), 17-17 (42e), 17-18 (43e), 19-18 (45e), 19-19 - Anpilogov rate un penalty (47e), 20-19, 20-20 (49e), 20-22 (52e), 22-22 (56e), 22-23, 23-23 (fin du temps réglementaire) ;
- 24-23 (65e), 26-23 (68e), 26-24, 27-24, 27-25, 28-25, 28-25, 28-26, 29-26, 29-27, 30-27

### Matchs pour la3eplace
| 6 mars 1982 18h00 | Pologne         | 23 – 22 | Danemark                | Westfalenhalle, Dortmund Affluence : 6 000 Arbitrage : ? |
| 6 mars 1982 18h00 | Jerzy Klempel 7 | (12-13) | Christensen et Haurum 4 | Westfalenhalle, Dortmund Affluence : 6 000 Arbitrage : ? |
| 6 mars 1982 18h00 | ×?              |         | ×?                      | Westfalenhalle, Dortmund Affluence : 6 000 Arbitrage : ? |

### Matchs de classement
Les résultats des matchs de classement sont,, :
| Match                   | Date        | Lieu     | Équipe 1             | Score           | Équipe 2 | Affluence |
| ----------------------- | ----------- | -------- | -------------------- | --------------- | -------- | --------- |
| Match pour la 5e place  | 6 mars 1982 | Dortmund | Allemagne de l'Est   | 21 - 24 (10-12) | Roumanie | 7 000     |
| Match pour la 7e place  | 7 mars 1982 | Dortmund | Allemagne de l'Ouest | 19 - 15 (8-9)   | Espagne  | 12 500    |
| Match pour la 9e place  | 7 mars 1982 | Minden   | Tchécoslovaquie      | 18 - 24 (7-16)  | Hongrie  | 1 700     |
| Match pour la 11e place | 7 mars 1982 | Minden   | Suisse               | 17 - 25 (5-10)  | Suède    | 1 700     |

## Classement final
| Rang                      | Équipe               | J | G | N | P | Bp  | Bc  | Diff | Commentaire |
| ------------------------- | -------------------- | - | - | - | - | --- | --- | ---- | --- |
| Médaille d'or, monde      | Union soviétique     | 7 | 7 | 0 | 0 | 204 | 131 | +73  | Qualifiée mais Boycott des Jeux olympiques de 1984                                                               |
| Médaille d'argent, monde  | Yougoslavie          | 7 | 4 | 1 | 2 | 183 | 155 | +28  | Qualifiée pour les JO 84                                                                                         |
| Médaille de bronze, monde | Pologne              | 7 | 4 | 1 | 2 | 148 | 143 | +5   | Qualifiée mais Boycott des JO 84                                                                                 |
| 4e                        | Danemark             | 7 | 4 | 1 | 2 | 150 | 143 | +7   | Qualifié pour les JO 84                                                                                          |
| 5e                        | Roumanie             | 7 | 5 | 0 | 2 | 174 | 152 | +22  | Qualifiée pour les JO 84                                                                                         |
| 6e                        | Allemagne de l'Est   | 7 | 3 | 1 | 3 | 141 | 140 | +1   | Qualifiée mais Boycott des JO 84                                                                                 |
| 7e                        | Allemagne de l'Ouest | 7 | 4 | 1 | 2 | 128 | 119 | +9   | Relégués dans le Championnat du monde B 1983 mais qualifiés pour les JO 84 à la place de l'URSS et de la Pologne |
| 8e                        | Espagne              | 7 | 3 | 1 | 3 | 146 | 145 | +1   | Relégués dans le Championnat du monde B 1983 mais qualifiés pour les JO 84 à la place de l'URSS et de la Pologne |
|                           |                      |   |   |   |   |     |     |      | |
| 9e                        | Hongrie              | 7 | 2 | 4 | 1 | 152 | 141 | +11  | Relégués dans le Championnat du monde B 1983                                                                     |
| 10e                       | Tchécoslovaquie      | 7 | 2 | 1 | 4 | 150 | 148 | +2   | Relégués dans le Championnat du monde B 1983                                                                     |
| 11e                       | Suède                | 7 | 2 | 1 | 4 | 159 | 157 | +2   | Relégués dans le Championnat du monde B 1983                                                                     |
| 12e                       | Suisse               | 7 | 1 | 2 | 4 | 111 | 128 | -17  | Relégués dans le Championnat du monde B 1983                                                                     |
|                           |                      |   |   |   |   |     |     |      | |
| 13e                       | Cuba                 | 6 | 2 | 1 | 3 | 148 | 171 | -23  | Qualifié (1re nation non européenne) mais Boycott des JO 84                                                      |
| 14e                       | Japon                | 6 | 2 | 0 | 4 | 125 | 140 | -15  | Qualifié pour les JO 84 à la place de Cuba                                                                       |
| 15e                       | Koweït               | 6 | 1 | 0 | 5 | 113 | 186 | -73  | — |
| 16e                       | Algérie              | 6 | 0 | 1 | 5 | 112 | 145 | -33  | — |

## Statistiques et récompenses
Le soviétique Vladimir Belov est élu meilleur joueur de la compétition,.
Les meilleurs buteurs sont, :
| Rang | Joueur              | Équipe               | Buts | Champ | 7m |
| ---- | ------------------- | -------------------- | ---- | ----- | -- |
| 1er  | Vasile Stîngă       | Roumanie             | 65   | 44    | 21 |
| 2e   | Péter Kovács        | Hongrie              | 56   | 39    | 17 |
| 3e   | Erhard Wunderlich   | Allemagne de l'Ouest | 40   | 22    | 18 |
| 4e   | Vladimir Belov      | Union soviétique     | 39   | 20    | 19 |
| 5e   | Juan José Uría (en) | Espagne              | 35   | 22    | 13 |
| 6e   | Shinji Yamamoto     | Japon                | 34   | 24    | 10 |
| 6e   | Roberto Casuso      | Cuba                 | 34   | 21    | 13 |
| 6e   | František Šulc (en) | Tchécoslovaquie      | 34   | 11    | 23 |
| 9e   | Jerzy Klempel       | Pologne              | 33   | 22    | 11 |

## Effectif des équipes sur le podium

### Champion du monde:Union soviétique
L'effectif de l'URSS était :
- 01 - Alexandre Tchipenko (de)
- 16 - Mikhaïl Ichtchenko
- 02 - Oleg Gagine (de)
- 03 - Alexandre Rimanov
- 04 - Sergueï Kouchniriouk
- 05 - Alexandre Karchakevitch
- 06 - Vladimir Kravtsov (en)
- 07 - Vladimir Belov
- 08 - Anatoli Fedioukine
- 09 - Alexandre Anpilogov
- 10 - Mikhaïl Vassiliev (de)
- 11 - Iouri Chevtsov
- 13 - Iouri Kidiaïev (de)
- 15 - Voldemaras Novickis
- ?? - Raimondas Valoutskas (de)

Entraîneur
- Anatoli Evtouchenko

### Vice-champion du monde:Yougoslavie
L'effectif de la Yougoslavie était :
- 01 - Mirko Bašić
- 16 - Ermin Velić
- 03 - Časlav Grubić (en)
- 05 - Jovica Elezović (en)
- 06 - Zdravko Zovko
- 08 - Pavle Jurina (en)
- 09 - Veselin Vujović
- 10 - Vlado Bojović (en)
- 11 - Petrit Fejzula (en)
- 13 - Radivoj Krivokapić (en)
- 14 - Zdravko Rađenović (en)
- 15 - Mile Isaković
- ?? - Stjepan Obran
- ?? - Branko Štrbac
- ?? - Zoran Jovanović

Entraîneur
- Branislav Pokrajac

### Troisième place:Pologne
L'effectif de la Pologne était, :
- Gardiens de but
  - Andrzej Kącki (en)
  - Andrzej Mientus (pl)
  - Andrzej Szymczak
- Pivots
  - Ryszard Jedlinski (en)
  - Henryk Mrowiec (pl)
- Arrières
  - Lesław Dziuba (pl)
  - Alfred Kałuziński
  - Jerzy Klempel
  - Grzegorz Kosma (pl)
  - Marek Panas (pl)
  - Zbigniew Tłuczyński (pl)
  - Daniel Waszkiewicz (pl)
- Ailiers
  - Janusz Brzozowski (handball) (pl)
  - Jerzy Garpiel (pl)
  - Zbigniew Gawlik (pl)
- Entraîneurs
  - Zygfryd Kuchta
  - Aleksander Wiecanowski (pl)

### Ouvrages de référence
- Les Championnats du monde 1982, coll. « Handazur » (no 13), juin 1982, 47 p. (lire en ligne).

1. ↑  Au total, p. 30.
2. ↑  Contexte, p. 5.
3. 1 2 3  Formule de la compétition, p. 7.
4. ↑  Les résultats des 4 poules préliminaires, p. 26-27.
5. ↑  Les résultats des poules 1/2 finale, p. 27.
6. ↑  RFA-Suisse, p. 7.
7. ↑  Roumanie-Espagne, p. 7.
8. ↑  Danemark-Hongrie, p. 8.
9. ↑  Poule de consolation, p. 29.
10. ↑  Film des buts de la finale, p. 33.
11. 1 2  Finale, p. 45.
12. ↑  Finales, p. 29.

- 10es Championnats du Monde A en RFA, Fédération française de handball, coll. « Hand-ball : bulletin fédéral » (no 178), mars 1982 (lire en ligne), p. 1 à 18.

1. ↑  Les poules, p. 4.
2. ↑  Résultats des 4 groupes préliminaires, p. 6-7.
3. ↑  Résultats des groupes 1/2 finale, p. 7.
4. ↑  Poule de consolation, p. 8.
5. ↑  Finales, p. 8.

### Feuilles de match
1. 1 2 3 4 5  (pl) « Polska na mistrzostwach świata (statystyka) - część 1 » [« La Pologne aux Championnats du monde (statistiques) - partie 1 »], sur sportowefakty.wp.pl, 14 janvier 2009 (consulté le 26 mars 2025).
2. ↑  « Feuille de match officielle Danemark-Espagne », sur rfebm.com, Fédération royale espagnole de handball, 28 février 1982 (consulté le 26 mars 2025).
3. ↑  (da) « Feuille de match Danemark-Espagne », sur danskhaandbold.dk, Fédération danoise de handball (consulté le 26 mars 2025).
4. 1 2 3 4  (hu) « Világbajnokságok története - férfiak » [« Historique de la Hongrie aux championnat du monde - Hommes »], sur kezitortenelem.hu (consulté le 26 mars 2025).
5. ↑  « Feuille de match officielle Espagne-Yougoslavie », sur rfebm.com, Fédération royale espagnole de handball, 2 mars 1982 (consulté le 26 mars 2025).
6. ↑  (da) « Feuille de match Danemark-Suède », sur danskhaandbold.dk, Fédération danoise de handball (consulté le 26 mars 2025).
7. ↑  « Feuille de match officielle Espagne-Roumanie », sur rfebm.com, Fédération royale espagnole de handball, 4 mars 1982 (consulté le 26 mars 2025).
8. ↑  (sv) « Feuille de match Suède-Yougoslavie », sur capmind.se (consulté le 26 mars 2025).
9. ↑  (da) « Feuille de match Danemark-Hongrie », sur danskhaandbold.dk, Fédération danoise de handball (consulté le 26 mars 2025).
10. ↑  (da) « Feuille de match Danemark-Pologne », sur danskhaandbold.dk, Fédération danoise de handball (consulté le 26 mars 2025).
11. ↑  « Feuille de match officielle Espagne-RFA », sur rfebm.com, Fédération royale espagnole de handball, 7 mars 1982 (consulté le 26 mars 2025).

### Autres références
1. 1 2  (pl) « Mistrzostwa Świata Niemcy 1982 – pierwsze podium » [« Championnats du monde en Allemagne 1982 – premier podium »], sur zprp.pl (consulté le 26 mars 2025).
2. ↑  (en) « Tournoi de qualification asiatique », sur todor66.com (consulté le 26 mars 2025).
3. 1 2 3 4 5 6  (en) « Compte-rendu officiel » [PDF], sur Site officiel de l'IHF (consulté le 26 mars 2025).
4. ↑  (en) « Biographie de Vladimir Belov », sur Olympedia.org (consulté le 26 mars 2025).
5. ↑  (de) « "Ballwurfmaschine aus Moskau" - Wladimir Below verstorben », sur handball-world.news, 24 novembre 2016 (consulté le 26 mars 2025).
6. ↑  (en) « Men Handball World Championship 1982 », sur todor66.com (consulté le 26 mars 2025).